# 龚滩镇
28°54′20″N 108°21′01″E / 28.90556°N 108.35028°E
龚滩镇位于中国重庆市酉阳土家族苗族自治县，阿蓬江汇入乌江处，与贵州省沿河县隔乌江相望。
龚滩镇是一个具有1700年历史的古镇，原有保存完好且颇具规模的明清建筑群，长约2公里的青石板街和支撑于乱石悬崖的纯木吊脚楼是其两大建筑特色。2001年10月，龚滩古镇被评为重庆市十大历史文化名镇之首。
因乌江彭水水电站的建设导致古镇全部被淹，2007年开始往乌江下游约一公里处整体复建，于2009年基本完成。